# 葉汝蘅
葉汝蘅（？—1645年），一作汝𦵕，字衡生，浙江會稽縣（今浙江省绍兴市）人。明末政治人物。

## 生平
崇禎三年（1630年）庚午科浙江鄉試舉人。南明弘光元年（清順治二年，1645年），清军克南京，鲁王朱以海在绍兴府监国，魯王監國，授行人；監軍江上，加兵部職方司主事。
六月，清兵破義烏，葉汝蘅与妻王氏出居桐坞墓所，一起投水自盡殉國。